# Futbola Klubs Ventspils 2017
Questa voce raccoglie le informazioni riguardanti il Futbola Klubs Ventspils nelle competizioni ufficiali della stagione 2017.

## Rosa
Aggiornata a marzo 2017
| N. |                        | Ruolo | Calciatore          |
| -- | ---------------------- | ----- | ------------------- |
| 1  | Lettonia (bandiera)    | P     | Maksims Uvarenko    |
| 3  | Lettonia (bandiera)    | C     | Vadims Žuļevs       |
| 4  | Ghana (bandiera)       | D     | Abdul Rashid Obuobi |
| 5  | Lettonia (bandiera)    | D     | Artjoms Solomatovs  |
| 6  | Lettonia (bandiera)    | D     | Igors Savčenkovs    |
| 7  | Lettonia (bandiera)    | C     | Jurijs Žigajevs     |
| 8  | Lettonia (bandiera)    | C     | Ritvars Rugins      |
| 10 | Lettonia (bandiera)    | A     | Eduards Tīdenbergs  |
| 11 | Nigeria (bandiera)     | C     | Abdullahi Alfa      |
| 14 | Bielorussia (bandiera) | C     | Artëm Vaskoŭ        |

| N. |                     | Ruolo | Calciatore        |
| -- | ------------------- | ----- | ----------------- |
| 15 | Nigeria (bandiera)  | C     | Tosin Aiyegun     |
| 16 | Lettonia (bandiera) | P     | Andrejs Pavlovs   |
| 17 | Nigeria (bandiera)  | A     | Adeleke Akinyemi  |
| 18 | Lituania (bandiera) | C     | Simonas Paulius   |
| 19 | Lettonia (bandiera) | D     | Nikita Koļesovs   |
| 21 | Lettonia (bandiera) | C     | Vitālijs Rečickis |
| 22 | Russia (bandiera)   | C     | Aleksei Alekseyev |
| 23 | Lettonia (bandiera) | A     | Kaspars Svārups   |
| 26 | Lettonia (bandiera) | D     | Antons Jemeļins   |
| 32 | Lettonia (bandiera) | P     | Ivans Baturins    |